# Naranco (Oviedo)

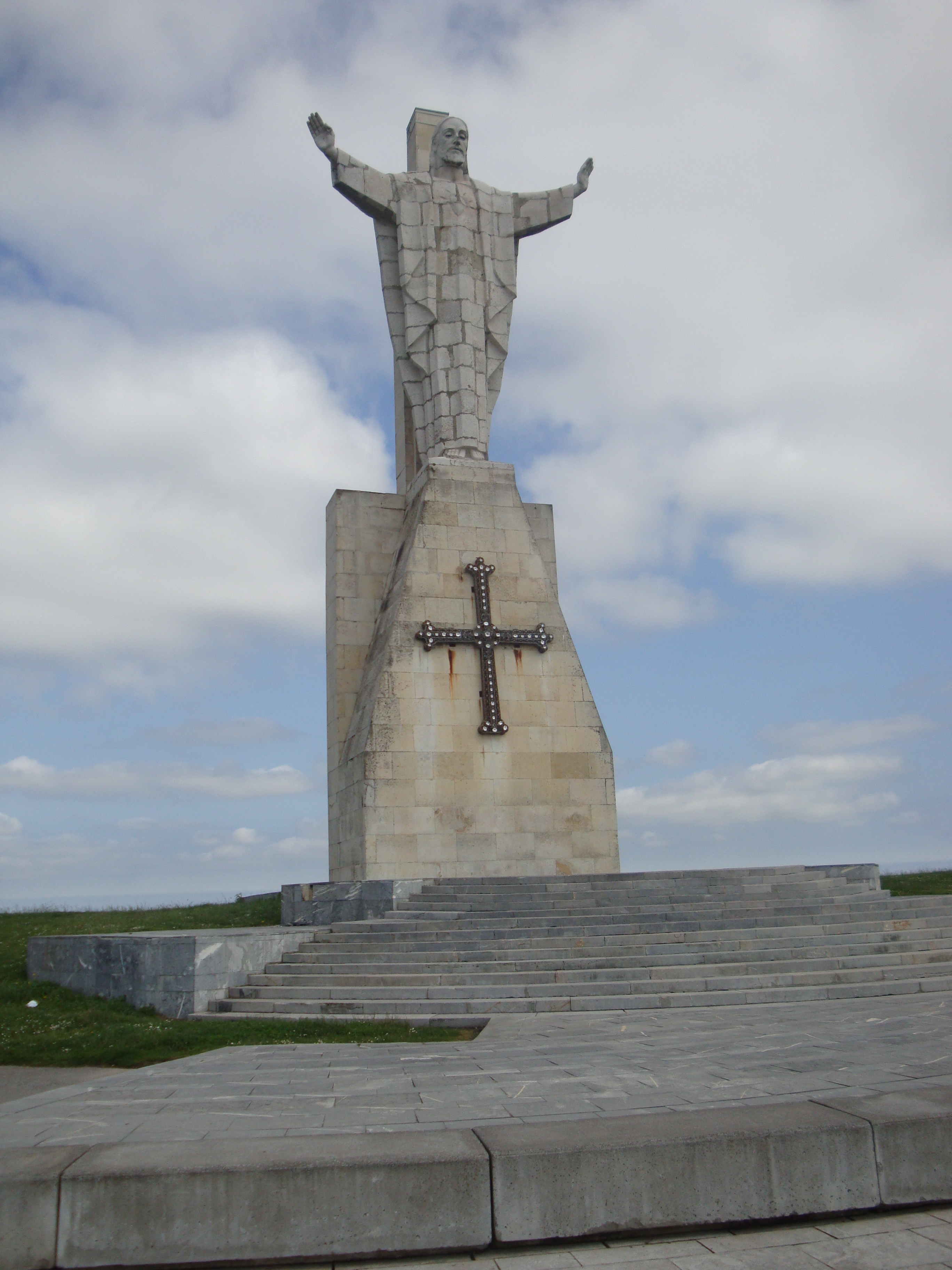
Monumento dedicado al Sagrado Corazón de Jesús en la cima del Monte Naranco.

Naranco es una parroquia del municipio de Oviedo, Asturias. También reciben el nombre de Naranco varios barrios de la ciudad incluidos en esta parroquia: Naranco, Naranco Este y Naranco Oeste.
En sus 5,36 km² habitan un total de 104 habitantes (INE, 2013), e incluye a las siguientes entidades de población: Casares, Constante, La Cruz, Naranco, Peña el Fuelle y El Pevidal (deshabitado).

## Arte
En esta parroquia se encuentra la iglesia de Santa María del Naranco, única muestra de arquitectura civil del arte prerrománico asturiano.

## Demografía
- Datos: Q9048690
- Multimedia: Naranco (Oviedo) / Q9048690

| Año       | 2000 | 2001 | 2002 | 2003 | 2004 | 2005 | 2006 | 2007 | 2008 | 2009 | 2010 | 2011 | 2012 | 2013 | 2014 | 2015 | 2016 | 2017 | 2018 |
| Población | 86   | 84   | 81   | 82   | 85   | 89   | 90   | 83   | 83   | 87   | 92   | 98   | 99   | 104  | 105  | 99   | 97   | 95   | 102  |